# Гендрікс (округ, Індіана)
Шаблон:StateAbbr_ 39°46′ пн. ш. 86°31′ зх. д. / 39.77° пн. ш. 86.51° зх. д.
Округ  Гендрікс (англ. Hendricks County) — округ (графство) у штаті  Індіана, США. Ідентифікатор округу 18063.

## Історія
Округ утворений 1824 року.

## Демографія
За даними перепису 
2000 року 
загальне населення округу становило 104093 осіб, зокрема міського населення було 73660, а сільського — 30433.
Серед мешканців округу чоловіків було 52193, а жінок — 51900. В окрузі було 37275 домогосподарств, 29084 родин, які мешкали в 39229 будинках.
Середній розмір родини становив 3,08.
Віковий розподіл населення поданий у таблиці:
| Стать    | До 15 років | 15-21 | 22-29 | 30-39 | 40-49 | 50-65 | 65-85 | Понад 85 |
| -------- | ----------- | ----- | ----- | ----- | ----- | ----- | ----- | -------- |
| Чоловіки | 12254       | 5015  | 4804  | 8992  | 8792  | 8016  | 4029  | 291      |
| Жінки    | 11950       | 4304  | 4577  | 8808  | 8428  | 8015  | 5093  | 725      |

## Суміжні округи
- Бун — північ
- Меріон — схід
- Морган — південь
- Патнем — захід
- Монтгомері — північний захід

## Виноски
1. ↑  U.S. Decennial Census. United States Census Bureau. Архів оригіналу за 26 квітня 2015. Процитовано 10 липня 2014.
2. ↑  Historical Census Browser. University of Virginia Library. Архів оригіналу за 11 серпня 2012. Процитовано 10 липня 2014.
3. ↑  Population of Counties by Decennial Census: 1900 to 1990. United States Census Bureau. Архів оригіналу за 4 жовтня 2014. Процитовано 10 липня 2014.
4. ↑  Census 2000 PHC-T-4. Ranking Tables for Counties: 1990 and 2000 (PDF). United States Census Bureau. Архів оригіналу (PDF) за 18 грудня 2014. Процитовано 10 липня 2014.
5. ↑  Hendricks County QuickFacts. Бюро перепису населення США. Архів оригіналу за 7 червня 2011. Процитовано 20 вересня 2011.(англ.) Наведено за англійською вікіпедією.
6. ↑  American FactFinder. Бюро перепису населення США. Архів оригіналу за 21 травня 2008. Процитовано 31 січня 2008.

| США | Це незавершена стаття з географії США. Ви можете допомогти проєкту, виправивши або дописавши її. |